# Avion supersonique

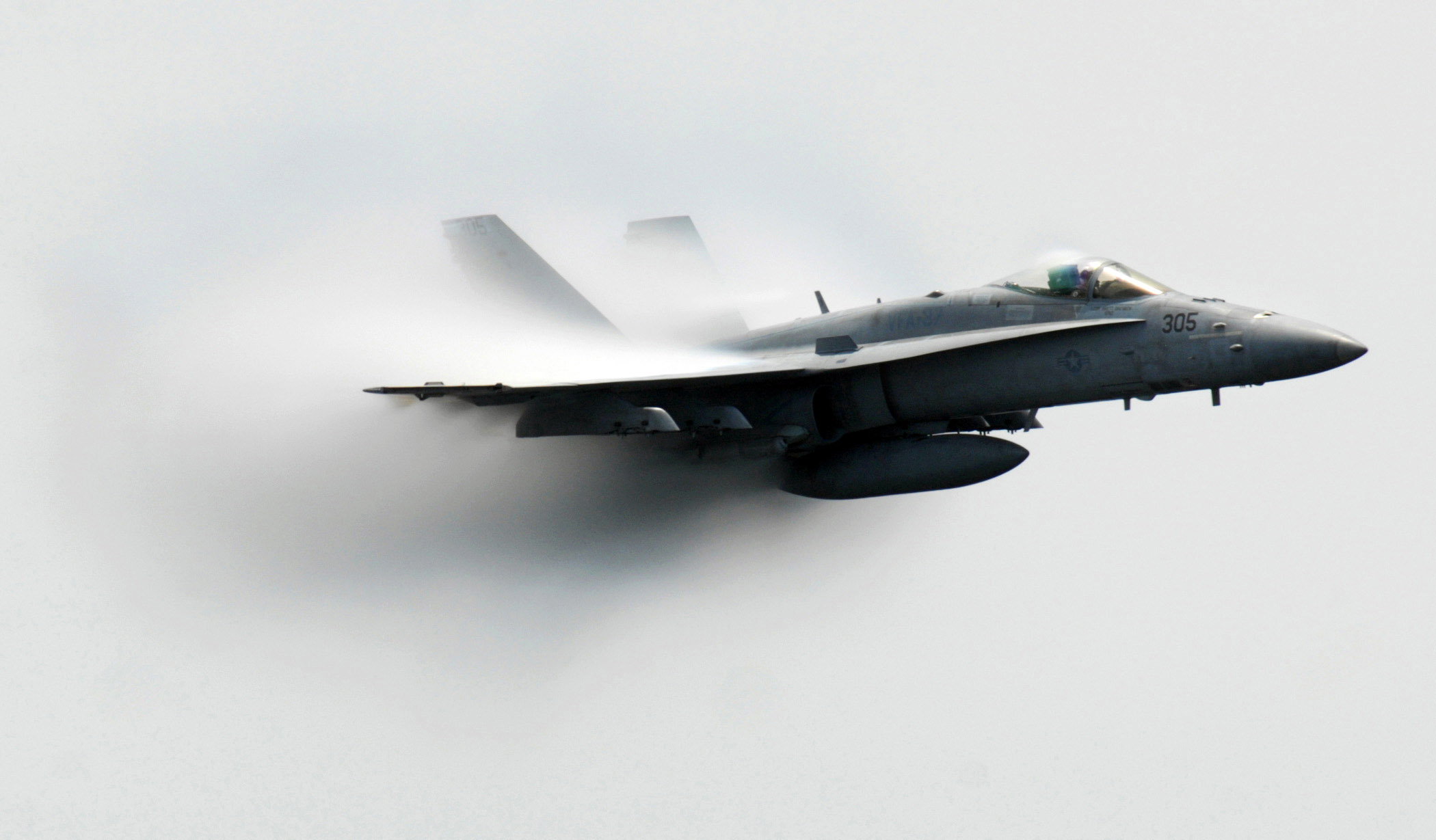
Un F/A-18C Hornet lors d'un vol supersonique.

Un avion supersonique est un avion capable de voler plus vite que la vitesse du son (Mach 1).
La vitesse du son à 15 °C au niveau de la mer est d'environ 340 m/s (soit 1 224 km/h).
Des avions supersoniques ont été développés durant la deuxième moitié du 20e siècle et ont eu principalement des usages scientifiques et militaires. Seuls deux avions civils supersoniques sont entrés en service : le Tupolev Tu-144 et le Concorde. Les avions de chasse sont l'exemple le plus courant d'avion supersonique.

## Avions civils supersoniques passés
- Concorde, avion franco-britannique mis en service en 1976 et dont les vols se sont arrêtés en 2003 en raison d’une absence de rentabilité et du retentissement de l’accident de Gonesse.
- Tupolev Tu-144, avion soviétique mis en service en 1975, et retiré du service en 1978 après seulement 102 vols réguliers.

En raison de contraintes sonores (puis climatiques), les vols supersoniques ont été interdits dans de nombreux pays qui sont aussi des marchés-clé pour l'Industrie aéronautique (c'est notamment le cas aux Etats-Unis depuis 1973, avec une interdiction par la FAA (sauf pour les avions à réaction militaires, et à certaines conditions).
Le 6 juin 2025, le président Donald Trump signe un décret demandant à la Federal Aviation Administration (FAA) de lever l'interdiction du survol du territoire des États-Unis par des avions supersoniques commerciaux.

### Études de marchés pour de potentiel futurs avions supersoniques
En 2022, le MIT et l'ICCT, soutenus par l'Institut Aspen ont produit une étude de marché pour ce secteur des "avions supersoniques" à horizon 2030, sur les potentialités commerciales et les impacts atmosphériques d'un petit avion supersonique à réaction (15 passagers, 140 % de la vitesse du son soit Mach 1,4), et d'un avion de ligne (75 personnes, à Mach 1,7). 
L'étude a conclu que « les contraintes environnementales limiteront fortement le marché supersonique potentiel » : s'il n'existait pas de contraintes environnementales, selon cette étude, il existerait en 2035 un marché de niche : « un marché potentiel pour 130 (petits) à 240 (grands) avions supersoniques (...) fournissant jusqu'à 0,6 % des sièges-kilomètres disponibles cette année-là (2035) ». Mais sous contraintes sonores et climatiques, le marché potentiel 2035 chute de 95 % à 100 %, pour les petits comme pour les grands avions supersoniques. Sauf le cas du scénario économique le plus optimiste, les auteurs prévoient que « les compagnies aériennes ne seront pas en mesure d'exploiter les SST de manière rentable avec des restrictions de vol terrestre ou en utilisant du kérosène électronique ».
- Concernant les consommations de carburant : certains fabricants ou compagnies aériennes mettent en avant la possibilité d'utiliser des agrocarburants ou un « kérosène électronique » (c'est-à-dire produit à partir d'« électricité renouvelable »)[2]. Les SST étudiés devraient brûler 7 à 9 fois plus de carburant par siège-km parcouru que la référence subsonique[2] ;
- Concernant les coûts : en combinant les coûts du e-kérosène et la très forte consommation d'énergie de ces avions, la modélisation conclut à « une multiplication par 25 du coût du carburant par rapport aux avions subsoniques fonctionnant au carburéacteur conventionnel fossile (...) Dans l'ensemble, nous concluons que les considérations environnementales sont susceptibles de limiter fortement les marchés supersoniques dans un avenir prévisible. Un carburant d'aviation à coût soutenable (SAF) sera nécessaire pour qu'un marché supersonique important se développe. »[2] ;
- Concernant les émissions de CO2 : selon les modélisations faite pour cette étude, en 2035, « les e-carburants pourraient être produits à parité de coût avec le carburéacteur fossile (Jet A). Les e-carburants peuvent réduire les émissions de CO2 du cycle de vie d'environ 90 % par rapport au Jet A, mais leur utilisation dans les avions supersoniques ne réduirait que modestement (6 à 24 %) le CO2 par siège-kilomètre par rapport aux conceptions subsoniques plus économes en carburant fonctionnant sur le Jet A. »[2], en outre, selon l'étude prospective du MIT/ICCT, pour des raisons de couts des carburants verts, « à court terme, tout avion supersonique développé fonctionnera probablement avec des combustibles fossiles, et non avec du kérosène électronique, (...) dans l'ensemble, nous concluons que les considérations environnementales sont susceptibles de limiter fortement les marchés supersoniques dans un avenir prévisible »[2].
- Concernant la pollution sonore : la Nasa et divers chercheurs et institution travaillent à considérablement réduire le « Bang » du mur du son (ex : X-59 Quesst pour "technologie supersonique silencieuse" qui envisage des avions à bec en aiguille et dotés de surfaces de portance et de commande réparties sur un long fuselage de 100 pieds, dont 33 pieds constitueraient le nez de l'avion[3].
- Concernant la couche d'ozone : ces avions doivent voler à très haute altitude. Là, leurs émissions peuvent aussi affecter la couche d'Ozone[2]. Selon l'étude prospective MIT/ICCT : « les e-carburants réduisent légèrement la destruction de l'ozone par unité de carburant brûlé (6 à 10 %) ; mais, même le petit nombre d'opérations projetées entraînerait environ 0,16 et 0,76 unités Dobson (DU) d'appauvrissement de la couche d'ozone mondiale, ce qui équivaudrait à jusqu'à 8 % de l'impact total des émissions de chlorofluorocarbures (CFC) à leur apogée »[2] ;

### Nouveaux projets
Selon l'International Council on clean transportation, la conception de ces avions se heurte à des limites énergétiques, réglementaires et d'acceptabilité environnementales, mais quelques startups travaillent (à horizon 2030) sur de nouveaux projets visant à notamment à diminuer le bruit, les consommations de kérosène et les émissions de gaz à effet de serre, qui sont particulièrement élevés pour le vol supersonique, qui par ailleurs a un coût élevé (Le coût d'un billet pour un "vol de trois heures et demie dans une cabine exiguë et bruyante" était de 6 000 à 7 000 $).
Et en 2022, les annonces faites par Gulfstream et Spike Aerospace qui disaient envisager des jets supersoniques privés n'ont pas encore été suivies d'effet. Une autre société américaine préparait un modèle concurrent, l'Aerion, mais le projet a été abandonné en mai 2021 (faute de financement) ;
Néanmoins :
- Une startup aéronautique américaine (Boom Supersonic) annonce un avion supersonique baptisé Boom Overture qui pourrait transporter 55 passagers sur environ 8 000 km vers 2030[5], avec le lancement début 2023 de la construction d'une usine qui pourrait être opérationnelle avant fin 2024, près de Greensboro, NC et de l'aéroport international de Piedmont Triad[6]. Les moteurs (baptisés Symphony) devraient être conçus par la société Florida Turbine Technologies, et assemblés par GE Additive. Le premier vol commercial est annoncé vers 2029.
- Une société californienne projette un avion supersonique civil, destiné entre autres à véhiculer le président des États-Unis pour 2030[7],[8] ;

## Avions militaires supersoniques
Liste non exhaustive des différents avions militaires et expérimentaux ayant franchi le mur du son.
| Nom                                   | Origine                              | Constructeur                                             | Premier vol       | Vitesse (Mach)       | Rôle                               | Note                                                                              |
| ------------------------------------- | ------------------------------------ | -------------------------------------------------------- | ----------------- | -------------------- | ---------------------------------- | --------------------------------------------------------------------------------- |
| North American FJ-2/-3 Fury           | États-Unis                           | North American Aviation                                  | 27 décembre 1951  | Mach 1,010           | Chasseur                           |                                                                                   |
| Convair F-102 Delta Dagger            | États-Unis                           | Convair                                                  | 24 octobre 1953   | Mach 1,250           | Avion d'interception               |                                                                                   |
| McDonnell F-101 Voodoo                | États-Unis                           | McDonnell Aircraft Corporation                           | 29 septembre 1954 | Mach 1,720           | Chasseur                           |                                                                                   |
| Republic F-105 Thunderchief           | États-Unis                           | Republic Aviation Company                                | 22 octobre 1955   | Mach 2,080           | Chasseur-bombardier                |                                                                                   |
| Convair F-106 Delta Dart              | États-Unis                           | Convair                                                  | 26 décembre 1956  | Mach 2,300           | Avion d'interception               |                                                                                   |
| McDonnell Douglas F-4 Phantom II      | États-Unis                           | McDonnell Aircraft Corporation                           | 27 mai 1958       | Mach 2,230           | Avion multirôle                    |                                                                                   |
| Northrop F-5 Freedom Fighter          | États-Unis                           | Northtrop Corporation                                    | 30 juillet 1959   | Mach 1,630           | Chasseur/Avion d'attaque au sol    |                                                                                   |
| Grumman F-14 Tomcat                   | États-Unis                           | Grumman                                                  | 21 décembre 1970  | Mach 2,340           | Chasseur                           |                                                                                   |
| McDonnell Douglas F-15 Eagle          | États-Unis                           | McDonnell Douglas                                        | 27 juillet 1972   | Mach 2,500           | Avion d'interception               |                                                                                   |
| General Dynamics F-16 Fighting Falcon | États-Unis                           | General Dynamics                                         | 2 février 1974    | Mach 2,040           | Avion multirôle                    |                                                                                   |
| McDonnell Douglas F/A-18 Hornet       | États-Unis                           | McDonnell Douglas                                        | 18 novembre 1978  | Mach 1,800           | Avion multirôle                    |                                                                                   |
| Boeing F/A-18E/F Super Hornet         | États-Unis                           | McDonnell DouglasBoeing                                  | 29 novembre 1995  | Mach 1,800           | Avion multirôle                    |                                                                                   |
| Lockheed Martin F-22 Raptor           | États-Unis                           | Lockheed Corporation                                     | 29 septembre 1990 | Mach 2,250           | Avion d'interception               |                                                                                   |
| Lockheed Martin F-35 Lightning II     | États-Unis                           | Lockheed Martin                                          | 11 juin 2008      | Mach 1,400           | Avion multirôle                    |                                                                                   |
| Vought F-8 Crusader                   | États-Unis                           | Vought Aircraft Industries, Incorporated                 | 25 mars 1955      | Mach 1,720           | Avion d'interception               |                                                                                   |
| North American F-100 Super Sabre      | États-Unis                           | North American Aviation                                  | 25 mai 1953       | Mach 1,300           | Chasseur                           |                                                                                   |
| Lockheed A-12 Oxcart                  | États-Unis                           | Lockheed Corporation                                     | 26 avril 1962     | Mach 3,200           | Avion de reconnaissance            |                                                                                   |
| Lockheed SR-71 Blackbird              | États-Unis                           | Lockheed Corporation                                     | 22 décembre 1964  | Mach 3,320           | Avion de reconnaissance            |                                                                                   |
| North American A-5 Vigilante          | États-Unis                           | North American Aviation                                  | 21 août 1958      | Mach 2,000           | Bombardier/Avion de reconnaissance |                                                                                   |
| General Dynamics F-111 Aardvark       | États-Unis                           | General Dynamics                                         | 21 décembre 1964  | Mach 2,500           | Bombardier                         |                                                                                   |
| Rockwell B-1 Lancer                   | États-Unis                           | Rockwell International                                   | 23 décembre 1964  | Mach 1,250           | Bombardier stratégique             |                                                                                   |
| Bell X-1                              | États-Unis                           | Bell Aircraft Corporation                                | 19 janvier 1947   | Mach 2,440           | Avion-fusée expérimental           | Avion-fusée, premier appareil à franchir le mur du son.                           |
| Bell X-2                              | États-Unis                           | Bell Aircraft Corporation                                | 18 novembre 1955  | Mach 3,196           | Avion expérimental                 |                                                                                   |
| Douglas X-3 Stiletto                  | États-Unis                           | Douglas Aircraft Company                                 | 15 octobre 1955   | Mach 1,208           | Avion expérimental                 | Mur du son franchit en piqué.                                                     |
| North American X-15                   | États-Unis                           | North American Aviation                                  | 8 juin 1959       | Mach 5,900           | Avion-fusée expérimental           | Aéronef à aile fixe piloté le plus rapide à ce jour.                              |
| Martin Marietta X-24                  | États-Unis                           | Martin Marietta                                          | 17 avril 1969     | Mach 1,600           | Avion expérimental                 |                                                                                   |
| Grumman X-29                          | États-Unis                           | Grumman                                                  | 14 décembre 1984  | Mach 1,600           | Avion expérimental                 |                                                                                   |
| Northrop YF-17 Cobra                  | États-Unis                           | Northtrop Corporation                                    | 9 juin 1974       | Mach 2.000           | Chasseur (prototype)               |                                                                                   |
| Rockwell-MBB X-31                     | États-Unis Allemagne                 | Rockwell InternationalMesserschmitt-Bölkow-Blohm (M.B.B) | 11 octobre 1990   | Mach 1,280           | Avion expérimental                 |                                                                                   |
| Lockheed Martin X-35                  | États-Unis                           | Lockheed Martin                                          | 24 octobre 2000   | Mach 1,600           | Mach 2,200                         | Prototype du F-35                                                                 |
| Northrop YF-23                        | États-Unis                           | Northrop/McDonnell Douglas                               | 27 août 1990      | Mach 2,200           | Chasseur (démonstrateur)           |                                                                                   |
| Boeing X-53 Active Aeroelastic Wing   | États-Unis                           | Boeing                                                   | 18 novembre 2002  | Mach 1,200           | Avion expérimental                 |                                                                                   |
| Boom XB-1                             | États-Unis                           | Boom Technology                                          | 2022 (prévu)      | Mach 2,200 (attendu) | Avion expérimental                 | Prototype n'ayant pas encore volé                                                 |
| Mikoyan-Gourevitch MiG-19             | Union soviétique                     | Mikoyan-Gourevitch                                       | 24 mai 1952       | Mach 1,350           | Chasseur                           | Premier avion supersonique en vol horizontal soviétique                           |
| Soukhoï Su-7                          | Union soviétique                     | Soukhoï                                                  | 7 septembre 1955  | Mach 1,740           | Chasseur-bombardier                |                                                                                   |
| Yakovlev Yak-27                       | Union soviétique                     | Yakovlev                                                 | 1956              | Mach 1,050           | Avion de reconnaissance            |                                                                                   |
| Tupolev Tu-128                        | Union soviétique                     | Tupolev                                                  | 18 mars 1961      | Mach 1,800           | Chasseur                           |                                                                                   |
| Mikoyan-Gourevitch MiG-21             | Union soviétique                     | Mikoyan-Gourevitch                                       | 16 juin 1955      | Mach 2,050           | Chasseur                           | Avion supersonique le plus produit de tous les temps (plus de 14 000 exemplaires) |
| Soukhoï Su-9                          | Union soviétique                     | Soukhoï                                                  | 24 juin 1956      | Mach 1,730           | Avion d'interception               |                                                                                   |
| Mikoyan-Gourevitch MiG-23             | Union soviétique                     | Mikoyan-Gourevitch                                       | 10 juin 1967      | Mach 2,300           | Chasseur                           |                                                                                   |
| Soukhoï Su-15                         | Union soviétique                     | Soukhoï                                                  | 30 mai 1962       | Mach 2,100           | Avion d'interception               |                                                                                   |
| Mikoyan-Gourevitch MiG-25             | Union soviétique                     | Mikoyan-Gourevitch                                       | 6 mars 1964       | Mach 3,200           | Avion d'interception               |                                                                                   |
| Soukhoï Su-17                         | Union soviétique                     | Soukhoï                                                  | 1er juillet 1969  | Mach 2,090           | Avion d'attaque au sol             |                                                                                   |
| Mikoyan-Gourevitch MiG-31             | Union soviétique                     | Mikoyan-Gourevitch                                       | 16 septembre 1975 | Mach 2,830           | Avion d'interception               |                                                                                   |
| Mikoyan-Gourevitch MiG-29             | Union soviétique                     | Mikoyan-Gourevitch                                       | 6 octobre 1977    | Mach 2,300           | Chasseur-bombardier                |                                                                                   |
| Soukhoï Su-27                         | Union soviétique                     | Soukhoï                                                  | 20 mai 1977       | Mach 2,080           | Chasseur                           |                                                                                   |
| Soukhoï Su-30                         | Union soviétique/ Russie             | Soukhoï                                                  | 31 décembre 1989  | Mach 2,000           | Avion multirôle                    |                                                                                   |
| Soukhoï Su-33                         | Union soviétique/ Russie             | Soukhoï                                                  | 17 octobre 1987   | Mach 1,860           | Avion multirôle                    |                                                                                   |
| Soukhoï Su-35                         | Russie                               | Soukhoï                                                  | 19 février 2008   | Mach 2,350           | Avion multirôle                    |                                                                                   |
| Yakovlev Yak-28                       | Union soviétique                     | Yakovlev                                                 | 5 mars 1958       | Mach 1,090           | Bombardier                         |                                                                                   |
| Soukhoï Su-24                         | Union soviétique                     | Soukhoï                                                  | 2 juillet 1967    | Mach 2,180           | Bombardier                         |                                                                                   |
| Tupolev Tu-22                         | Union soviétique                     | Tupolev                                                  | 7 septembre 1959  | Mach 1,250           | Bombardier                         |                                                                                   |
| Tupolev Tu-22M                        | Union soviétique                     | Tupolev                                                  | 30 août 1969      | Mach 1.880           | Bombardier                         |                                                                                   |
| Tupolev Tu-160                        | Union soviétique                     | Tupolev                                                  | 19 décembre 1981  | Mach 2,100           | Bombardier stratégique             | Avion supersonique le plus lourd (270 tonnes au maximum)                          |
| Soukhoï Su-34                         | Russie                               | Soukhoï                                                  | 13 avril 1990     | Mach 1.800           | Bombardier                         |                                                                                   |
| Dassault Mystère II                   | France                               | AMD-BA (Dassault Aviation)                               | 23 février 1951   | Mach                 | Chasseur                           | Mur du son franchit en piqué.                                                     |
| Dassault Mystère IV                   | France                               | AMD-BA (Dassault Aviation)                               | 28 septembre 1952 | Mach                 | Chasseur                           | Mur du son franchit en piqué.                                                     |
| Dassault Super Mystère B2             | France                               | AMD-BA (Dassault Aviation)                               | 15 mai 1956       | Mach 1,120           | Chasseur                           |                                                                                   |
| Dassault Mirage III                   | France                               | AMD-BA (Dassault Aviation)                               | 12 juin 1956      | Mach 2,200           | Chasseur                           |                                                                                   |
| Dassault Mirage F1                    | France                               | AMD-BA (Dassault Aviation)                               | 23 décembre 1966  | Mach 2,200           | Avion multirôle                    |                                                                                   |
| Dassault Super-Étendard               | France                               | AMD-BA (Dassault Aviation)                               | 28 octobre 1974   | Mach 1,300           | Chasseur/Avion d'attaque au sol    |                                                                                   |
| Dassault Mirage 2000                  | France                               | AMD-BA (Dassault Aviation)                               | 10 mars 1978      | Mach 2,200           | Chasseur                           |                                                                                   |
| Dassault Rafale                       | France                               | Dassault Aviation                                        | 19 mai 1991       | Mach 1,800           | Avion multirôle                    |                                                                                   |
| Panavia Tornado                       | Royaume-Uni Allemagne Italie         | Consortium Panavia                                       | 14 août 1974      | Mach 2,340           | Avion d'interception               |                                                                                   |
| Panavia Tornado ADV                   | Royaume-Uni Allemagne Italie Espagne | Consortium Panavia                                       | 27 octobre 1979   | Mach 2,200           | Avion d'interception               |                                                                                   |
| Eurofighter Typhoon                   | Royaume-Uni Allemagne Italie Espagne | Consortium Eurofighter GmbH                              | 27 mars 1994      | Mach 2,0             | Avion multirôle                    |                                                                                   |
| Mitsubishi F-1                        | Japon                                | Mitsubishi Heavy IndustryFuji Heavy Industries           | 3 juin 1975       | Mach 1,370           | Avion multirôle                    |                                                                                   |
| Mitsubishi F-2                        | Japon                                | Mitsubishi Heavy Industry                                | 7 octobre 1995    | Mach 1,900           | Avion multirôle                    |                                                                                   |
| KAI T-50 Golden Eagle                 | Corée du Sud                         | Korea Aerospace Industries (KAI)                         | 20 août 2002      | Mach 1,400           | Avion multirôle                    |                                                                                   |
| KAI KF-21 Boramae                     | Corée du Sud                         | Korea Aerospace Industries (KAI)                         | 2022 (prévu)      | Mach 1,820           | Avion multirôle                    | Prototype n'ayant pas encore volé                                                 |
| Saab 35 Draken                        | Suède                                | Saab                                                     | 15 octobre 1955   | Mach 2,000           | Chasseur                           |                                                                                   |
| Saab 37 Viggen                        | Suède                                | Saab                                                     | 8 février 1967    | Mach 2,000           | Avion multirôle                    |                                                                                   |
| Saab JAS 39 Gripen                    | Suède                                | Saab                                                     | 9 décembre 1988   | Mach 2,000           | Avion multirôle                    |                                                                                   |
| Dassault Mirage IV                    | France                               | AMD-BA (Dassault Aviation)                               | 17 juin 1959      | Mach 2,200           | Bombardier stratégique             |                                                                                   |
| SEPECAT Jaguar                        | France Royaume-Uni                   | SEPECAT                                                  | 8 septembre 1968  | Mach 1,600           | Avion d'attaque au sol             |                                                                                   |
| Dassault Mirage 4000                  | France                               | AMD-BA (Dassault Aviation)                               | 9 mars 1979       | Mach 2,200           | Avion expérimental                 |                                                                                   |
| Dassault Mirage G                     | France                               | AMD-BA (Dassault Aviation)                               | 18 novembre 1967  | Mach 2,200           | Chasseur (prototype)               |                                                                                   |
| Nord 1500 Griffon II                  | France                               | Nord-Aviation                                            | 23 janvier 1957   | Mach 2,190           | Chasseur (prototype)               |                                                                                   |